# Bjarke Ingels
Pour les articles homonymes, voir Ingels.
Bjarke Ingels, né le 2 octobre 1974 à Copenhague, est un architecte danois.

## Biographie
Bjarke Ingels et l’architecte belge Julien De Smedt fondent en 2001 l’agence PLOT. Basée au départ en Belgique, trois semaines après sa création, l'agence s'installe au Danemark pour travailler sur ses projets. En 2006, les deux architectes se séparent, l’un crée JDS Architects (jdsa.eu) aujourd'hui basé à Bruxelles et Copenhague, l’autre crée Bjarke Ingels Group. Comme son ancien camarade des studios OMA, Bjarke Ingels enchaîne les concours et les victoires. On peut citer les logements VM au temps de l’agence PLOT, ce projet fit le tour du Danemark, et pour cause outre son architecture, le bâtiment a coûté moins de 1 000 €/m². 
Le promoteur commanda à PLOT les mêmes logements quelques années plus tard dans la parcelle d’à côté. Plutôt que de reproduire le projet VM, PLOT dessina The Moutain, un projet qui connut autant de succès. En 2010, Bjarke Ingels réalise le pavillon danois pour l’exposition universelle de Shanghai. En 2015, il réalise le dessin de la nouvelle tour du Two World Trade Center dans le lower Manhattan de New York.
En 2018, sort un documentaire sur lui, intitulé Big Time - Dans la tête de Bjarke Ingels, réalisé par Kaspar Astrup Schröder.

## Réalisations

### Principales réalisations
- VM Houses, Ørestad, Danemark (2005)
- People's Building, Shanghai, Chine
- Mountain Dwellings, Ørestad, Copenhague (2008)
- 8 House, Ørestad, Copenhague (2010)
- Danish pavilion, EXPO 2010, Shanghai, China
- VIA 57 West à New York (2016). Il a reçu l'Emporis Skyscraper Award
- La Méca (Maison de l’économie créative et culturelle en Nouvelle-Aquitaine), Bordeaux, France (2019)[2]
- CopenHill (Copenhague) (2017)[3],[4]

### Projets en cours
- En avril 2013, le cabinet Bjarke Ingels Group est retenu pour la conception du master plan du projet EuropaCity, futur quartier des loisirs situé à Gonesse (Val-d'Oise)[5]
- Le 18 novembre 2011, l'architecte danois remporte son premier projet en France, il s'agit d'un centre de recherche pour l'université Pierre et Marie Curie à Jussieu[6].
- En juin 2015, Bjarke Ingels présente son projet pour la construction du Two World Trade Center à New York[1].
- Gare Pont de Bondy du Grand Paris Express.

### Projets éventuel
- Oceanix city